# Романов, Иван Дмитриевич
Романов Иван Дмитриевич (1906—1980) — российский ботаник-морфолог, специалист в области эволюционной цитоэмбриологии растений, педагог, организатор науки.

## Биография
Родился 27 марта (9 апреля по новому стилю) 1906 года в городе Торжке Тверской губернии. Его отец служил в Земской управе и владел землею и усадьбой. Мать И. Д. Романова, урождённая Покровская, после смерти мужа в 1916 году работала машинисткой в военном учреждении Торжка. Детские и юношеские годы прошли в Торжке и в деревне Митино под Торжком.
В 1922 году Романов окончил среднюю школу и поступил в педагогический техникум, после его окончания два года работал преподавателем средней школы в Торжке. В 1926 году поступил в 1-й Московский государственный университет на биологическое отделение физико-математического факультета, который окончил по специальности «Высшие растения» в 1931 году. Его учителями были профессора М. И. Голенкин и К. И. Мейер. Ещё в студенческие годы Романов был зачислен научным сотрудником Цитолого-анатомической лаборатории Всесоюзного института хлопководства, когда проходил производственную практику в Ташкенте. После окончания университета Романов переехал в Ташкент, в 1935 году был назначен заведующим Лабораторией цитологии и анатомии Института хлопководства ВАСХНИЛ. В Ташкенте преподавал в Среднеазиатском государственном университете имени В. И. Ленина, где читал курс эмбриологии растений. В 1938 году полностью перешёл на работу в университет в качестве доцента, в 1944 году был назначен заведующим кафедрой морфологии и анатомии растений.
В 1940 году Романов в Ташкенте защитил кандидатскую диссертацию, в 1945 году — докторскую диссертацию на тему «Эволюция зародышевого мешка цветковых растений». В учёном звании профессора был утверждён в 1946 году. После августовской сессии ВАСХНИЛ (1948) был отстранён от должности заведующего кафедрой Среднеазиатского университета и восстановлен в должности только в 1951 году.
В 1957 году перешёл на работу во вновь создающийся Институт цитологии и генетики Сибирского отделения АН СССР в Новосибирске, занимал должность заведующего отделом физических, химических и цитологических основ наследственности (октябрь 1957 — январь 1961). В 1961 году по приглашению академика ВАСХНИЛ, директора Всесоюзного института растениеводства П. М. Жуковского перешёл на работу в ВИР и переехал в Ленинград. Здесь он сначала занял должность старшего научного сотрудника по цитогенетике в отделе клубнеплодов, а затем стал заведующим лабораторией анатомии и цитологии. В ВИР Романов провел фундаментальное исследование пыльцы злаков, установив специфические особенности в развитии пыльников злаков и показав становление признака, характерного для всего семейства злаков — однослойное расположение пыльцевых зерен в пыльнике. Дальнейшее развитие этих исследований на электронно-микроскопическом уровне привело к обнаружению спорополлениновой оболочки тапетальных клеток пыльников — тапетодермы.
В исследовательской работе Романов был знатоком цитологических методик, исключительно педантичным и чрезвычайно требовательным к себе. Он признавал только безукоризненно выполненные цитологические препараты и микрофотографии.
С 1965 по 1979 год Романов был членом редколлегии журнала «Цитология».
Иван Дмитриевич Романов скончался 1 ноября 1980 г. в Ленинграде. Похоронен рядом с женой на Серафимовском кладбище.

## Семья
Жена — Зоя Аркадьевна Прибыткова, происходила из знаменитой семьи Зилоти-Рахманиновых. Она была племянницей С. В. Рахманинова.

## Награды
Медаль «За доблестный труд в период Великой Отечественной войны».